# 布魯斯 (洛克人)
布魯斯是卡普空電子遊戲《洛克人系列》中的角色。布魯斯首次登場於《洛克人元祖系列》的第三部作品《洛克人3 威利博士的末期！？》，起初以反派「破碎人」（Break Man）的身分登場並時常阻饒洛克人的行動。在《洛克人3》結局中，萊特博士發現原來「破碎人」的真實身分是自己曾經的發明「布魯斯」，猶如洛克人的哥哥。

## 登場
布魯斯是萊特博士發明洛克人最早期的原型機種，編號是DRNo. 000，穿著紅色和灰色的服裝和一條黃色圍巾，並戴著一頂銀色飾邊的紅色頭盔，還有一個隱藏著眼睛的黑色面罩與他的專屬盾牌「布魯斯盾」，然而最初以「破碎人」身分登場時則是另一款下巴部分的面罩蓋住口部周圍的頭盔，像是一頂全罩式安全帽不讓對方發現自己的真實身分。布魯斯出現時總是吹著他獨特的哨聲後現身。
在《洛克人2：威力鬥士》中結尾萊特博士說明布魯斯的能量動力爐有個致命的缺陷，而且壽命有限。
布鲁斯是萊特博士第一架人型智慧机器人，也是戰鬥型機器人的實驗品，並由威利提供系統程式合力制造而成，但由於主程式缺陷，造成自我意識過高，與能量動力爐缺陷。莱特認為機器人必须有付出的精神，所以主張把布鲁斯重制，莱德和威利為此争執，最終两位好友撕破脸。
在《洛克人洛克人》中，布魯斯與黃色惡魔的對話顯示他自己的能量動力爐已經開始不穩定的狀態。由於修復能量動力爐可能會導致自己現在的人格消失，因此決定離開萊特博士身邊，在動力爐即將停止前被威利博士發現，經過威利博士的修復與改造後存活了下來，也使得威力博士詳細地解析了布魯斯的構造，完全掌握了萊特博士的機器人技術，並且在之後利用這些知識改造了萊特博士的工業用機器人來征服世界。在各種漫畫人物的漫畫中，布魯斯在休閒服裝中，通常穿著風衣、太陽眼鏡、休閒褲和黑色的鞋站在建築物上，可以很明顯地看到他的圍巾藏在風衣裡面。
在PlayStation Portable的重製遊戲《洛克人洛克人》中作為一個解鎖後可以操作的角色，與《洛克人9 野心的復活！！》作為遊戲原始版本中必須額外下載內容的一部分，或者通過遊玩完成遊戲或使用密技於《洛克人9》的遊戲標題屏幕上，以及《洛克人10 來自宇宙的威脅！！》作為可遊玩的角色。

## 能力
布魯斯的武器為「布魯斯破壞砲」（Blues Buster）最初由萊特博士發明裝在布魯斯身上但當時是個未完成品，在布魯斯離開萊特博士期間後由威力博士將它完成。「布魯斯破壞砲」是「洛克破壞砲（Rock Buster）」的原型，與「洛克破壞砲」一樣是將能源壓縮成塊狀射出，但最初的版本並沒有辦法像洛克破壞砲一樣非戰鬥時切換成手掌的功能。隨著技術的進步，「布魯斯破壞砲」在之後也陸續新增了集氣射擊能力「布魯斯衝擊」（Blues Strike）、「武器轉換系統」，以及切換成手掌的功能。
裝備方面則有威利博士發明給予布魯斯的盾牌名為「布魯斯盾」（Blues Shield），用來補足布魯斯防禦力較弱的缺點，能夠抵禦多數的炮彈攻擊。除了用於防禦功能之外，布魯斯也能夠將盾牌轉換成其他輔助性質的特殊武器使用。
此外還有一個招式「大爆破衝擊」（Big Bang Strike）：在《洛克人與佛魯迪》中將布魯斯為了報之前被「國王」（King）一戰戰敗之仇，將「布魯斯破壞砲」的能源提升到超過「布魯斯衝擊」上限的集氣射擊將「國王」手持堅硬的大型盾牌給摧毀掉，雖然威力十分強大，但一旦使用之後布魯斯就會因為能源耗盡及過熱而失去繼續戰鬥的能力。

## 其他
在紅寶石動畫製作發行《洛克人》動畫中已經由威力博士重新編寫程式成為反派，在動畫中主要作為威力博士的心腹，並具有「超人類」類似的能力，除了他缺少自己的盾牌之外，與他在遊戲中的表現完全相同。他痴迷於摧毀「洛克人」，有時候也會阻撓威利博士的陰謀。
在《死亡復甦 2：非公開事件》玩家可以解鎖布魯斯的服裝，由主角法蘭克·韋斯特使用。
布魯斯也出現在由《阿奇漫畫》出版洛克人的漫畫中。
在《洛克人EXE系列》的另一個衍生版本是「布魯斯EXE」，作為主角「洛克人EXE」的朋友與競爭對手。在這個系列中，洛克人相關角色被稱為PET（Personal Terminal）的個人電子終端機中的擬似人格程式－網路領航員，而不是機器人，只存在於網路世界中，儘管與現實世界的連接在本系列中依然存在。「洛克人EXE」的領航員為光熱斗，同時也是該系列的主角，而「布魯斯EXE」的領航員為伊集院炎山，作為熱斗的競爭對手兼夥伴。
布魯斯在新星於《終極漫畫英雄vs.卡普空 3》的結局中作為新「新星軍團」的新成員客串。
在《任天堂明星大亂鬥3DS/Wii U》和《任天堂明星大亂鬥 特別版》，布魯斯的盔甲和頭盔（通過付費DLC）可以給予Mii戰士穿戴，他也出現在Wii U版本的收藏獎杯。

## 評價
布魯斯在電子遊戲出版物界具有積極的正面評價響應。在IGN的科林·莫里亞提（Colin Moriarty）表示布魯斯是《洛克人10》中加入遊戲當作可使用角色中，增加了樂趣，並給你一個充分的理由再次發揮的機會，一旦你已經破關《洛克人10》。在「50個最酷的電子遊戲和角色名單」上，布魯斯於《Complex》雜誌上名列第八。《GamesRadar》列出他和洛克人為在遊戲中最好的兄弟與競爭對手，評論他是「相當出色的反英雄」和「沉著冷靜的人」。同樣的網站上也說每個人都喜歡洛克人，但有些愛好者更喜歡他的對手兼盟友布魯斯的「壞小子風格」，並且把布魯斯列為30年來卡普空最好的30個角色人物之一，加上「很難說誰才是是最好的機器人殺手呢?」，但布魯斯的圍巾和盾牌使他成為他們兩個人之中最時尚的。